# Pudella
Pudella ist eine südamerikanische Gattung der Hirsche (Cervidae). Ihr werden mit Pudella carlae und dem Nordpudu zwei Arten zugerechnet. Es handelt sich um die kleinsten Hirsche der Welt mit einer Körpergröße vergleichbar den Hasen. Insgesamt weisen die Tiere einen kompakten Körperbau auf, das Fell ist dunkel- bis rötlichbraun gefärbt, das Geweih besteht aus kurzen, unverzweigten Spießen. Sie bewohnen die Hochlagen der Anden von Peru im Süden bis in das zentrale Kolumbien im Norden. Über ihre Lebensweise liegen nur sehr wenige Informationen vor. Die Gattung wurde im Jahr 1913 wissenschaftlich benannt, erhielt ihre Anerkennung aber erst mehr als 110 Jahre später. Der Gefährdungsstatus ist unbekannt.

## Merkmale

### Habitus
Die beiden Arten der Gattung Pudella repräsentieren die kleinsten Vertreter der Hirsche. Ihre Kopf-Rumpf-Länge beträgt 60 bis 74 cm, die Schwanzlänge 3,0 bis 4,5 cm und die Schulterhöhe 25 bis 41 cm. Das Körpergewicht variiert zwischen 5 und 9 kg, Pudella carlae wird hierbei etwas schwerer als der Nordpudu. Die angegebenen Werte liegen unterhalb derer des Südpudus (Pudu puda), der nächstkleineren und äußerlich sehr ähnlichen Hirschart. Der Körperbau von Pudella wirkt sehr gedrungen. Die Schnauze ist relativ stumpf und das Geweih, das nur aus zwei unverzweigten Spießen besteht, mit 1,6 bis maximal 8,2 cm Länge sehr kurz. Es ragt kaum aus der schopfartigen Kopfbehaarung heraus. Die Ohren werden mit 6,5 bis 8,2 cm ähnlich lang. Die Fellfarbe reicht von dunkelbraun bis rötlichbraun, die Beine sind in der Regel sehr dunkel getönt. Das Fell selbst ist grob, bei Pudella carlae nicht ganz so deutlich wie beim Nordpudu. Die Deckhaare werden bis zu 3,5 cm lang, die Leithaare noch einmal einen halben Zentimeter länger. Beide besitzen eine hellbraune untere und eine dunkelbraune obere Schafthälfte. An den Haaren des Rückens kann zusätzlich noch ein schmales rötlichbraunes Band im Bereich der Spitze auftreten. Das Gesicht zeigt sich dunkelbraun gefärbt. Die Voraugendrüse ist sehr schmal ausgebildet, weitere Drüsen kommen zwischen den Zehen vor. Die Hinterfußlänge beträgt 14,5 bis 18,0 cm.

### Schädel- und Skelettmerkmale
Der Schädel wird 12,7 bis 15,0 cm lang und am Hirnschädel 4,3 bis 5,2 cm breit. Die Jochbögen stehen 6,2 bis 7,6 cm auseinander. Das Rostrum ist generell kurz, das Nasenbein übertrifft das Stirnbein nicht an Länge. Auffallend ist die im Vergleich zum Südpudu fehlende oder sehr kleine Tränensackgrube. Im Gebiss tritt ein permanenter oberer Eckzahn auf, der innere Schneidezahn ist spatelförmig gestaltet. Die obere Backenzahnreihe misst 4,0 bis 4,4 cm in der Länge. Das zum vorderen Gebiss bestehende Diastema ist mit 3,0 bis 3,8 cm dazu deutlich kürzer. Die Wirbelsäule setzt sich aus 7 Hals-, 13 Brust-, 6 Lenden-, 4 Kreuzbein- und 8 Schwanzwirbeln zusammen.

## Verbreitung und Lebensraum

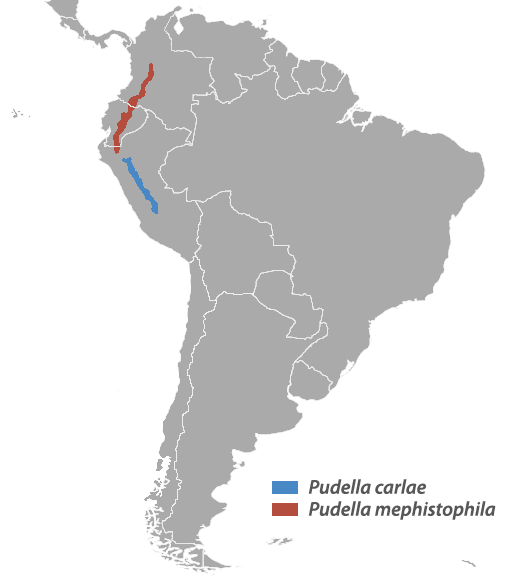
Das Verbreitungsgebiet der Gattung Pudella in den nördlichen Anden

Die beiden Arten der Gattung Pudella sind im nordwestlichen Südamerika verbreitet und bewohnen dort die Anden. Sie treten in zwei voneinander getrennten Populationen auf. Die südliche umfasst die Art Pudella carlae und kommt in Peru vom Río Mantataro im Süden bis zum Río Marañón im Norden vor. Von dort trennt der 50 km breite Streifen der Huancabamba-Senke den Lebensraum von Pudella carlae von jenem des Nordpudus ab. Dieser ist dann vom äußersten Norden Perus über Ecuador bis in das zentrale Kolumbien verbreitet, wo die Habitate möglicherweise stärker zersplittet sind. Das Gesamtverbreitungsgebiet umfasst möglicherweise 90.000 bis 130.000 km², wobei der südliche Teil mit rund 30.000 bis 35.000 km² nur halb so groß ist wie der nördliche mit 60.000 bis 95.000 km². Die bewohnten Landschaften bestehen aus Hochgebirgslagen von 1700 bis 4500 m über dem Meeresspiegel. Überwiegend besiedeln die Tiere die Yungas-Wälder und Páramo-Gebiete an der Ostseite der Anden.

## Lebensweise
Über die Lebensweise der beiden Arten von Pudella liegen kaum Informationen vor. Die Tiere sind wahrscheinlich dämmerungs- bis nachtaktiv und einzelgängerisch, treten aber manchmal auch paarweise auf. Sie verhalten sich territorial und beanspruchen jeweils eigene Reviere, deren Grenzen sich überlappen können. Die Hauptnahrung besteht aus weicher Pflanzenkost, vorwiegend Blätter und teilweise auch Früchte. Für letztere klettern die Hirsche mitunter an Bäumen hoch. Gelegentlich dringen sie auch auf Ackerflächen vor. Die Fortpflanzung ist möglicherweise jahreszeitlich gebunden. Nach einer Tragzeit von gut sieben Monaten kommt ein einzelnes Junges von rund 400 g Körpergewicht zur Welt, dessen Fell ungefleckt ist. Die Aufzucht durch das Muttertier währt etwa ein halbes Jahr, die Geschlechtsreife setzt mit einem Jahr ein. Einzelnen Beobachtungen zufolge wird das Geweih der männlichen Individuen im Februar/März abgeworfen und wächst bis Juni neu, woraufhin die Tiere es im Folgemonat vom Bast befreien. Flüchtende Tiere vollziehen einen Zickzack-Lauf durch dichte Vegetation und über steile Hänge.

## Systematik
Pudella ist eine Gattung aus der Familie der Hirsche (Cervidae). Sie wird innerhalb der Hirsche zur Unterfamilie der Trughirsche (Capreolinae) und darin der Tribus der Eigentlichen Trughirsche (Odocoileini) zugeordnet. In letzterer sind die neotropischen Hirsche vereint. Die systematische Position der Gattung Pudella ist bisher nicht eindeutig bestimmt. Sie kann einerseits gemäß molekulargenetischen Untersuchungen basal innerhalb der gesamten Tribus der Eigentlichen Trughirsche eingeordnet werden, andererseits auch basal innerhalb der Untertribus der Blastocerina. Die Blastocerina nehmen den Sumpfhirsch (Blastocerus), die Andenhirsche („Hippocamelus“), den Pampashirsch (Ozotoceros) sowie den Südpudu (Pudu) und einige weitere Formen auf, ihnen gegenüber stehen die Odocoileina mit den Spießhirschen (Mazama) und den Amerikahirschen (Odocoileus). Insgesamt ist die Systematik der Eigentlichen Trughirsche komplex und momentan problematisch, da einige Gattungen und Arten keine in sich geschlossenen, also monophyletischen Gruppen formen.
Die Gattung Pudella umfasst zwei Arten:
- Pudella carlae Barrio, Gutiérrez & D’Elía, 2024
- Pudella mephistophila (de Winton, 1896); Nordpudu

Pudella carlae galt ursprünglich als südliche Population des Nordpudus, beide Bestände trennt die Huancabamba-Senke im Norden Perus. In einer genetischen Untersuchung aus dem Jahr 2024 konnten bedeutende Abweichungen bezüglich der Haplotypen zwischen den beiden Populationen festgestellt werden, ebenso ergaben sich morphologische Abweichungen. Daher wurde im Zuge dieser Analysen der südliche Zweig des Nordpudus als eigenständige Art anerkannt.

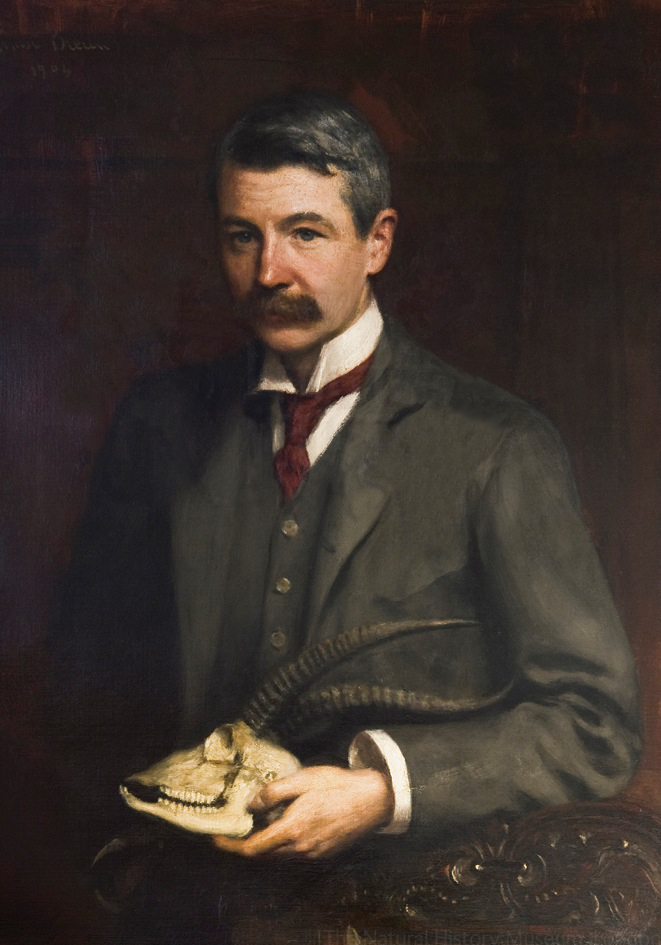
Oldfield Thomas

Der Nordpudu war bereits im Jahr 1896 durch William Edward de Winton unter der Bezeichnung Pudua mephistophiles wissenschaftlich erstbeschrieben und somit an die Seite des Südpudus (Pudu puda) gestellt worden. Beide Arten galten somit als eng verwandt. Oldfield Thomas arbeitete in einem Aufsatz aus dem Jahr 1913 aber markante Unterschiede zwischen den beiden kleinen Hirschvertretern heraus. So hob er unter anderem das Fehlen der Voraugendrüsen beim Nordpudu hervor, ebenso die schmaler und spitzer gestalteten Hufe bei diesem gegenüber jenen des Südpudus. Er trennte daher den Nordpudu auf generischer Ebene vom Südpudu ab und verwies ihn zur von ihm neu benannten Gattung Pudella. Nur zwei Jahre später verschob Richard Lydekker Pudella auf den Rang einer Untergattung innerhalb der Gattung Pudu. Dadurch wurde der eigenständige Gattungsstatus von Pudella bis zu Beginn des 21. Jahrhunderts kaum anerkannt, vielmehr galt der Nordpudu als Schwesterart des Südpudus. Zur Untermauerung der Ansicht wurden neben den äußerlichen Ähnlichkeiten weitere skelettanatomischen Übereinstimmungen herangezogen, etwa die bei beiden Arten auftretende Verschmelzung des Würfelbeins mit dem Kahnbein und dem Keilbein zu einer Einheit am Hinterfuß. Allerdings ist das Merkmal auch bei den Muntjakhirschen präsent und stellt möglicherweise nur eine Konvergenz dar. In den 2010er Jahren führten dann genetische Studien zu der Erkenntnis, dass der Nordpudu und der Südpudu nicht näher miteinander verwandt sind. Im Zuge dessen wurde für den Nordpudu eine Auslagerung in die Gattung Pudella angeregt. Umgesetzt wurde dies dann im Jahr 2024 durch ein Autorenteam um Javier Barrio im Rahmen weiterer genetischer Analysen, wodurch Pudella seinen Gattungsrang zurückerhielt.

## Bedrohung und Schutz
Die IUCN unterscheidet derzeit nicht zwischen dem Nordpudu und Pudella carlae, sondern weist den Gesamtbestand ersterer Art zu. Aufgrund fehlender Informationen führt sie diese in der Kategorie „ungenügende Datengrundlage“ (data deficient). Vor allem die nördliche Population, also der Nordpudu, gilt aufgrund von Habitatfragmentierung infolge von Landschaftszerstörung oder -umgestaltung in ihrem Bestand rückläufig. Für die südliche, also Pudella carlae, könnte sich die geringe Ausdehnung des Verbreitungsgebietes mit zahlreichen eingeschlossenen menschlichen Siedlungsbereichen als bestandsgefährdend erweisen. Beide Arten sind in mehreren Naturschutzgebieten vertreten.